# Le grandi storie della fantascienza
Le grandi storie della fantascienza (Isaac Asimov Presents the Great SF Stories) è una serie di antologie di racconti di fantascienza raccolti e commentati da Isaac Asimov e Martin H. Greenberg e comprendono i migliori racconti della Golden Age (Età d'oro) della fantascienza e degli anni successivi, anno per anno dal 1939 al 1963, per un totale di 25 volumi.

## Storia editoriale
Le 25 raccolte furono pubblicate in origine dal 1979 al 1992, alla cadenza di due volumi l'anno.
Gli ultimi due volumi vennero in realtà curati da Martin H. Greenberg assieme a Robert Silverberg (le condizioni di salute di Asimov andavano peggiorando e lo condussero alla morte nel 1992).
Le antologie sono state edite in italiano da diverse case editrici: prima dalle edizioni Siad (volumi da 1 a 14) dal 1980 al 1986, poi da Armenia Edizioni (voll. 15-21) dal 1987 al 1991. Gli ultimi quattro volumi (22-25) furono acquistati in esclusiva da Mondadori, che li pubblicò nelle collane Classici Urania e I libri di Urania dal 1992 al 1995. I volumi da 1 a 21 sono invece stati ristampati da varie case editrici: RCS Periodici (voll. 1-10) e Bompiani nella collana I grandi tascabili (voll. 1-21), Mondadori (voll. 1 e 2, il primo diviso in due) ed Euroclub (voll. 1 e 2).
Dal momento che non fu raggiunto un accordo sulla loro pubblicazione, i testi dei racconti di Robert A. Heinlein presenti nelle raccolte originali non furono pubblicati in italiano, con l'eccezione del primo volume (di tutte le edizioni) e dei primi tre volumi della ristampa Bompiani, che li riportano.

## Volumi
I volumi che comprendono queste raccolte sono:
1. Le grandi storie della fantascienza 1 (1939) (Isaac Asimov Presents the Great SF Stories 1 (1939), 1979)
2. Le grandi storie della fantascienza 2 (1940) (Isaac Asimov Presents the Great SF Stories 2 (1940), 1979)
3. Le grandi storie della fantascienza 3 (1941) (Isaac Asimov Presents the Great SF Stories 3 (1941), 1980)
4. Le grandi storie della fantascienza 4 (1942) (Isaac Asimov Presents the Great SF Stories 4 (1942), 1980)
5. Le grandi storie della fantascienza 5 (1943) (Isaac Asimov Presents the Great SF Stories 5 (1943), 1981)
6. Le grandi storie della fantascienza 6 (1944) (Isaac Asimov Presents the Great SF Stories 6 (1944), 1981)
7. Le grandi storie della fantascienza 7 (1945) (Isaac Asimov Presents the Great SF Stories 7 (1945), 1982)
8. Le grandi storie della fantascienza 8 (1946) (Isaac Asimov Presents the Great SF Stories 8 (1946), 1982)
9. Le grandi storie della fantascienza 9 (1947) (Isaac Asimov Presents the Great SF Stories 9 (1947), 1983)
10. Le grandi storie della fantascienza 10 (1948) (Isaac Asimov Presents the Great SF Stories 10 (1948), 1983)
11. Le grandi storie della fantascienza 11 (1949) (Isaac Asimov Presents the Great SF Stories 11 (1949), 1984)
12. Le grandi storie della fantascienza 12 (1950) (Isaac Asimov Presents the Great SF Stories 12 (1950), 1984)
13. Le grandi storie della fantascienza 13 (1951) (Isaac Asimov Presents the Great SF Stories 13 (1951), 1985)
14. Le grandi storie della fantascienza 14 (1952) (Isaac Asimov Presents the Great SF Stories 14 (1952), 1986)
15. Le grandi storie della fantascienza 15 (1953) (Isaac Asimov Presents the Great SF Stories 15 (1953), 1987)
16. Le grandi storie della fantascienza 16 (1954) (Isaac Asimov Presents the Great SF Stories 16 (1954), 1988)
17. Le grandi storie della fantascienza 17 (1955) (Isaac Asimov Presents the Great SF Stories 17 (1955), 1988)
18. Le grandi storie della fantascienza 18 (1956) (Isaac Asimov Presents the Great SF Stories 18 (1956), 1988)
19. Le grandi storie della fantascienza 19 (1957) (Isaac Asimov Presents the Great SF Stories 19 (1957), 1989)
20. Le grandi storie della fantascienza 20 (1958) (Isaac Asimov Presents the Great SF Stories 20 (1958), 1990)
21. Le grandi storie della fantascienza 21 (1959) (Isaac Asimov Presents the Great SF Stories 21 (1959), 1990)
22. Le grandi storie della fantascienza: 1960 (Isaac Asimov Presents the Great SF Stories 22 (1960), 1991)
23. Le grandi storie della fantascienza: 1961 (Isaac Asimov Presents the Great SF Stories 23 (1961), 1991)
24. Le grandi storie della fantascienza: 1962 (Isaac Asimov Presents the Great SF Stories 24 (1962), 1992)
25. Le grandi storie della fantascienza: 1963 (Isaac Asimov Presents the Great SF Stories 25 (1963), 1992)